# 郁建兴 (解放军)
郁建兴（1964年9月—2003年3月13日），江苏省靖江市人，中国人民解放军上校、防化专家、中国人民解放军防化指挥工程学院教授，在伊拉克执行联合国武器核查任务时因车祸殉职。

## 生平
郁建兴是中国共产党党员。1980年9月，郁建兴考入中国人民解放军总参谋部下属的防化指挥工程学院，由此入伍。毕业后直接考入本院工程系攻读硕士学位。1989年9月，考入北京医科大学攻读博士学位。1991年获得光华奖。3年后毕业获得理学博士学位，回到防化指挥工程学院任教。后任该学院三系主任、教授。曾为研究生、本科生、士官生讲授防化基础及专业等课程。还编写出版《核生化大辞典》、《有机立体化学》等教材及图书，在国内外期刊及学术会议上发表论文30余篇；多次承担国家和军队科研课题并多次获奖。1998年因工作成绩突出立三等功。
1998年，郁建兴参加过联合国对伊拉克的武器核查工作。2002年12月12日，郁建兴作为中国防化专家，受中国政府派遣，再次到伊拉克执行联合国对伊武器核查任务。此后他冒着生命危险，行程5万余公里，写出60多份近30万字的工作报告。2003年3月，伊拉克局势恶化，战争一触即发。一些国家的核查人员撤离伊拉克，但联合国监核会希望郁建兴工作到6月份，郁建兴乃在发给防化指挥工程学院的电子报告中恳请院领导同意他继续留在伊拉克参加联合国武器核查工作。
2003年3月13日，联合国对伊武器核查机构化学视察组组长郁建兴率领其他几位联合国武器核查人员完成了对巴格达南部努曼尼亚番茄罐头加工厂的核查后，乘4辆通用越野车回巴格达，途中发生车祸。联合国武器核查小组紧急派直升机赶到现场，将郁建兴送往巴格达市的拉希德军事医院抢救。经抢救无效，郁建兴牺牲，年仅38岁。他是自1991年联合国对伊武器核查以来首位因公殉职的核查员。3月16日，联合国对伊武器核查人员在巴格达为郁建兴举行送别仪式。3月19日，覆盖着联合国旗和中华人民共和国国旗的灵柩由联合国专机送抵北京首都国际机场。3月21日，防化指挥工程学院党委决定，授予郁建兴革命烈士称号。3月24日，中国人民解放军总参谋部在北京举办郁建兴烈士的追悼会，党和国家领导人献了花圈。
郁建兴牺牲后，中共中央总书记、国家主席胡锦涛赞扬他是中国优秀的武器核查专家。中华人民共和国中央军事委员会主席江泽民给他的遗孀徐新艺发去唁电。中共中央政治局常委、国家副主席曾庆红赞扬他是中国人民的好儿子，人民军队的好干部，维护世界和平的忠诚卫士。联合国秘书长安南赞扬他是联合国监核会忠于职守、深受赞誉的成员，对他为崇高和平事业做出的贡献，联合国深表敬意。2003年12月下旬，中华人民共和国中央军事委员会发布命令，给郁建兴追记一等功。